# غير حياتك في 30 يوم (كتاب)
غير حياتك في 30 يوم هو كتاب من تأليف دكتور إبراهيم الفقي.

## نبذة مختصرة حول الكتاب
- صدر كتاب غير حياتك في 30 يوم، للدكتور إبراهيم الفقي عام 2010.
- يحتوي الكتاب على خمسة عشر مقولة للدكتور إبراهيم الفقي، تلخص تجاربه العملية والعلمية في الحياة، بما في ذلك قصص الواقع، وكيفية التعامل معها، ويشرح كل مقولة على حدة، كي يساعد القارئ على تحقيق أحلامه، وعيش حياته بشكل أفضل.
- حرص الكاتب في نهاية شرح كل مقولة، بتكرار كلمة تذكير، لتذكر الإنسان أن يعيش كل لحظة، كلحظة أخيرة في حياته وهي:

“عش كل لحظة وكأنها آخر لحظة في حياتك، عش بحب صادق لله-سبحانه وتعالى- عش بالتطبع بأخلاق الرسول صلى الله عليه وسلم ، وبأخلاق الرسل، والأنبياء والصحابة، والأولياء الصالحين، عش بالعلم والكفاح، عش بالفعل والإصرار، عش بالصبر والمرونة، عش بالحب، وقَدّر قيمة الحياة ”

## انظر ايضآ
إبراهيم الفقي